# 波尔沃拉里亚战役
波尔沃拉里亚战役（英文：Battle of Polvoraria）是公元878年阿斯图里亚斯国王阿方索三世（Alfonso III）的军队与科尔多瓦埃米尔穆罕默德一世（Muhammad I）派出的穆斯林的一支分队在奥尔维戈河，今萨莫拉省北部发生的战役，最终阿斯图里亚斯国王获得了胜利。

## 背景
此次战役的名称波尔沃拉里亚（Polvoraria）来源于此次战役的发生地，而该地的名称来自于莫扎尔与米列斯德拉波尔沃罗萨间的要塞（可能是今日的玛格达莱纳要塞（castro de la Magdalena）），其位于奥尔维戈河和埃斯拉河的交汇处，并逐渐演变为今日的地名波尔沃罗萨（Polvorosa）。但其他作家相信战役的名称来源于作战在大风中进行，使得战场上扬起了沙尘（polvareda，西班牙语意为尘雾）。
战役发生前，杜罗河是穆斯林的科尔多瓦与阿斯图里亚斯王国之间的分界，同时科尔多瓦将领蒙迪尔（Al-Mundhir）正试图征服萨莫拉。科尔多瓦派出了两支军队，一支在科尔多瓦集结，随后在此次的波尔沃拉里亚战役中被击败，而另一支在托莱多集结后，在巴尔德莫拉与第一支军队的残部一起被击败。据称在第二场战役中，阿斯图里亚斯军队的将领是贝尔纳多·德尔卡皮奥（Bernardo del Carpio），根据传说，只有10名穆斯林士兵在战役中幸存，他们藏在同伴的尸体堆中，伪装成尸体逃过一劫。
在阿斯图里亚斯王国获胜后，一份3年期的和平协定被签署，期间禁止阿斯图里亚斯王国在新占领的领土上进行人口扩张及增强防御，但此后阿方索三世违反了这一协定。这一战役的结果使得阿斯图里亚斯王国控制了北部高原地区，并逐渐恢复了其人口。
根据阿拉伯历史学家伊本·艾西尔（Ali ibn al-Athir）的说法，878年穆斯林还发动了一次针对莱昂的远征，随之引发的战役使得双方都承受了重大损失。而14世纪摩洛哥历史学家伊本·伊达里（Ibn Idhari）提到此次远征是从科英布拉出发，并获得了绝对的成功，但未提及任何战役。

## 战役
穆斯林军队通过了在阿尔科斯德拉波尔沃罗萨附近，位于埃斯拉河上的德乌斯坦本桥，并沿着奥尔维戈河右岸前往阿斯托尔加，这使得他们落入了阿方索三世在索卡斯特罗山附近设下的埋伏，根据西班牙历史学家克劳迪奥·桑切斯·阿尔伯诺兹（Claudio Sánchez-Albornoz）的说法，这导致了这一由摩尔人组成的军队遭遇了惨败。此后的编年史放大了穆斯林军队的伤亡人数，其数字甚至达到了12,000－13,000人。